# Campeonato dos Quatro Continentes de Patinação Artística no Gelo de 2011
O Campeonato dos Quatro Continentes de Patinação Artística no Gelo de 2011 foi a décima terceira edição da competição, um evento anual de patinação artística no gelo organizado pela União Internacional de Patinação (em inglês:  International Skating Union) onde os patinadores artísticos competem pelo título de campeão dos quatro continentes. A competição foi disputada entre os dias 15 de fevereiro e 20 de fevereiro, na cidade de Taipei, Taiwan.

## Eventos
- Individual masculino
- Individual feminino
- Duplas
- Dança no gelo

## Medalhistas
| Evento                        | Ouro                                         | Prata                                            | Bronze                                  |
| Individual masculino detalhes | Daisuke Takahashi · Japão                    | Yuzuru Hanyu · Japão                             | Jeremy Abbott · Estados Unidos          |
| Individual feminino detalhes  | Miki Ando · Japão                            | Mao Asada · Japão                                | Mirai Nagasu · Estados Unidos           |
| Duplas detalhes               | Pang Qing · Tong Jian · China                | Meagan Duhamel · Eric Radford · Canadá           | Paige Lawrence · Rudi Swiegers · Canadá |
| Dança no gelo detalhes        | Meryl Davis · Charlie White · Estados Unidos | Maia Shibutani · Alex Shibutani · Estados Unidos | Vanessa Crone · Paul Poirier · Canadá   |

## Resultados

### Individual masculino
| Pos.              | Nome                 | Nacionalidade  | Pontos | PC         | PL          |
| ----------------- | -------------------- | -------------- | ------ | ---------- | ----------- |
| Medalha de ouro   | Daisuke Takahashi    | Japão          | 244.00 | 83.49 (1)  | 160.51 (1)  |
| Medalha de prata  | Yuzuru Hanyu         | Japão          | 228.01 | 76.43 (3)  | 151.58 (3)  |
| Medalha de bronze | Jeremy Abbott        | Estados Unidos | 225.71 | 76.73 (2)  | 148.98 (4)  |
| 4                 | Takahiko Kozuka      | Japão          | 223.52 | 66.25 (6)  | 157.27 (2)  |
| 5                 | Adam Rippon          | Estados Unidos | 210.01 | 72.71 (4)  | 137.30 (5)  |
| 6                 | Guan Jinlin          | China          | 201.98 | 64.68 (9)  | 137.30 (6)  |
| 7                 | Armin Mahbanoozadeh  | Japão          | 200.67 | 66.40 (5)  | 134.27 (9)  |
| 8                 | Wu Jialiang          | China          | 199.78 | 63.30 (10) | 136.48 (7)  |
| 9                 | Song Nan             | China          | 195.13 | 60.47 (12) | 134.66 (8)  |
| 10                | Shawn Sawyer         | Canadá         | 192.94 | 65.71 (7)  | 127.23 (10) |
| 11                | Kevin Reynolds       | Canadá         | 191.55 | 65.47 (8)  | 126.08 (11) |
| 12                | Misha Ge             | Uzbequistão    | 182.06 | 58.60 (13) | 123.46 (12) |
| 13                | Abzal Rakimgaliev    | Cazaquistão    | 180.75 | 60.95 (11) | 119.80 (13) |
| 14                | Joey Russell         | Canadá         | 171.18 | 57.67 (14) | 113.51 (15) |
| 15                | Kim Min-Seok         | Coreia do Sul  | 168.59 | 53.67 (15) | 114.92 (14) |
| 16                | Mark Webster         | Austrália      | 143.54 | 48.26 (16) | 95.28 (16)  |
| 17                | Jordan Ju            | Taipé Chinesa  | 134.33 | 44.37 (18) | 89.96 (17)  |
| 18                | Brendan Kerry        | Austrália      | 125.64 | 45.45 (17) | 80.19 (19)  |
| 19                | Wun-Chang Shih       | Taipé Chinesa  | 120.96 | 40.36 (19) | 80.60 (18)  |
| 20                | Stephen Li-Chung Kuo | Taipé Chinesa  | 117.96 | 37.82 (20) | 80.14 (20)  |

### Individual feminino
| Pos.                                                  | Nome                     | Nacionalidade  | Pontos | PC         | PL         |
| ----------------------------------------------------- | ------------------------ | -------------- | ------ | ---------- | ---------- |
| Medalha de ouro                                       | Miki Ando                | Japão          | 201.34 | 66.58 (1)  | 134.76 (1) |
| Medalha de prata                                      | Mao Asada                | Japão          | 196.30 | 63.41 (2)  | 132.89 (2) |
| Medalha de bronze                                     | Mirai Nagasu             | Estados Unidos | 189.46 | 59.78 (4)  | 129.68 (3) |
| 4                                                     | Rachael Flatt            | Estados Unidos | 180.31 | 62.23 (3)  | 118.08 (4) |
| 5                                                     | Alissa Czisny            | Estados Unidos | 168.81 | 58.94 (5)  | 109.87 (5) |
| 6                                                     | Cynthia Phaneuf          | Canadá         | 163.14 | 55.65 (7)  | 107.49 (6) |
| 7                                                     | Akiko Suzuki             | Japão          | 162.59 | 57.64 (6)  | 104.95 (7) |
| 8                                                     | Kwak Min-Jeong           | Coreia do Sul  | 147.15 | 50.47 (8)  | 96.68 (8)  |
| 9                                                     | Amélie Lacoste           | Canadá         | 137.48 | 50.06 (9)  | 87.42 (9)  |
| 10                                                    | Cheltzie Lee             | Austrália      | 127.90 | 48.72 (10) | 79.18 (10) |
| 11                                                    | Myriane Samson           | Canadá         | 121.20 | 46.33 (11) | 74.87 (11) |
| 12                                                    | Yun Yea-Ji               | Coreia do Sul  | 111.86 | 39.37 (12) | 72.49 (12) |
| 13                                                    | Geng Bingwa              | China          | 104.58 | 39.20 (13) | 65.38 (16) |
| 14                                                    | Zhu Qiuying              | China          | 102.38 | 35.08 (16) | 67.30 (15) |
| 15                                                    | Lejeanne Marais          | África do Sul  | 101.90 | 31.99 (19) | 69.91 (13) |
| 16                                                    | Kim Chae-Hwa             | Coreia do Sul  | 101.79 | 33.76 (17) | 68.03 (14) |
| 17                                                    | Victoria Muniz           | Porto Rico     | 99.40  | 35.45 (15) | 63.95 (17) |
| 18                                                    | Melinda Wang             | Taipé Chinesa  | 96.15  | 36.51 (14) | 59.64 (18) |
| 19                                                    | Mimi Tanasorn Chindasook | Tailândia      | 91.54  | 33.73 (18) | 57.81 (20) |
| 20                                                    | Jaimee Nobbs             | Austrália      | 89.93  | 31.94 (20) | 57.99 (19) |
| 21                                                    | Crystal Kiang            | Taipé Chinesa  | 86.60  | 31.89 (21) | 54.71 (21) |
| 22                                                    | Mericien Venzon          | Filipinas      | 84.17  | 30.64 (22) | 53.53 (22) |
| 23                                                    | Melanie Swang            | Tailândia      | 82.08  | 29.50 (23) | 52.58 (23) |
| 24                                                    | Chaochih Liu             | Taipé Chinesa  | 78.28  | 28.52 (24) | 49.76 (24) |
| Não avançaram para a patinação livre / programa longo |                          |                |        |            |            |
| 25                                                    | Tiffany Packard Yu       | Hong Kong      | —      | 27.51 (25) |            |
| 26                                                    | Brittany Lau             | Singapura      | —      | 26.61 (26) |            |
| 27                                                    | Taryn Jurgensen          | Tailândia      | —      | 26.28 (27) |            |
| 28                                                    | Reyna Hamui              | México         | —      | 23.73 (28) |            |
| 29                                                    | Mary Ro Reyes            | México         | —      | 22.22 (29) |            |

### Duplas
| Pos.              | Nome                                    | Nacionalidade  | Pontos | PC         | PL         |
| ----------------- | --------------------------------------- | -------------- | ------ | ---------- | ---------- |
| Medalha de ouro   | Pang Qing / Tong Jian                   | China          | 199.45 | 71.41 (1)  | 128.04 (1) |
| Medalha de prata  | Meagan Duhamel / Eric Radford           | Canadá         | 181.79 | 59.92 (3)  | 121.87 (2) |
| Medalha de bronze | Paige Lawrence / Rudi Swiegers          | Canadá         | 171.73 | 59.98 (2)  | 111.75 (4) |
| 4                 | Caitlin Yankowskas / John Coughlin      | Estados Unidos | 166.97 | 55.25 (4)  | 111.72 (5) |
| 5                 | Kirsten Moore-Towers / Dylan Moscovitch | Canadá         | 166.22 | 54.41 (5)  | 111.81 (3) |
| 6                 | Amanda Evora / Mark Ladwig              | Estados Unidos | 157.30 | 52.23 (6)  | 105.07 (6) |
| 7                 | Narumi Takahashi / Mervin Tran          | Japão          | 152.63 | 50.25 (8)  | 102.38 (7) |
| 8                 | Mary Beth Marley / Rockne Brubaker      | Estados Unidos | 144.46 | 45.60 (10) | 98.86 (8)  |
| 9                 | Zhang Yue / Wang Lei                    | China          | 138.93 | 50.61 (7)  | 88.32 (10) |
| 10                | Dong Huibo / Wu Yiming                  | China          | 135.10 | 46.41 (9)  | 88.69 (9)  |

### Dança no gelo
| Pos.              | Nome                                   | Nacionalidade  | Pontos | DC         | DL         |
| ----------------- | -------------------------------------- | -------------- | ------ | ---------- | ---------- |
| Medalha de ouro   | Meryl Davis / Charlie White            | Estados Unidos | 172.03 | 69.01 (2)  | 103.02 (1) |
| Medalha de prata  | Maia Shibutani / Alex Shibutani        | Estados Unidos | 155.38 | 62.04 (4)  | 93.34 (2)  |
| Medalha de bronze | Vanessa Crone / Paul Poirier           | Canadá         | 151.83 | 61.66 (5)  | 90.17 (3)  |
| 4                 | Kaitlyn Weaver / Andrew Poje           | Canadá         | 151.14 | 65.45 (3)  | 85.69 (4)  |
| 5                 | Madison Chock / Greg Zuerlein          | Estados Unidos | 142.44 | 57.14 (6)  | 85.30 (5)  |
| 6                 | Huang Xintong / Zheng Xun              | China          | 130.29 | 52.93 (7)  | 77.36 (6)  |
| 7                 | Yu Xiaoyang / Wang Chen                | China          | 125.75 | 50.58 (8)  | 75.17 (7)  |
| 8                 | Guan Xueting / Wang Meng               | China          | 106.26 | 42.77 (9)  | 63.49 (8)  |
| 9                 | Danielle O'Brien / Gregory Merriman    | Austrália      | 104.69 | 42.67 (10) | 62.02 (9)  |
| 10                | Corenne Bruhns / Benjamin Westenberger | México         | 88.55  | 40.68 (11) | 47.87 (10) |
| 11                | Maria Borounov / Evgeni Borounov       | Austrália      | 72.23  | 28.52 (12) | 43.71 (11) |
| 12                | Tessa Virtue / Scott Moir              | Canadá         | —      | 69.40 (1)  | — (WD)     |

## Quadro de medalhas
| Ordem | País           | Medalha de ouro | Medalha de prata | Medalha de bronze |    | Ordem por total |
| ----- | -------------- | --------------- | ---------------- | ----------------- | -- | --------------- |
| 1     | Japão          | 2               | 2                |                   | 4  | 1               |
| 2     | Estados Unidos | 1               | 1                | 2                 | 4  | 1               |
| 3     | China          | 1               |                  |                   | 1  | 4               |
| 4     | Canadá         |                 | 1                | 2                 | 3  | 3               |
| TOTAL | TOTAL          | 4               | 4                | 4                 | 12 | —               |